# Сямженський район
Сямженський район (рос. Сямженский район) — муніципальне утворення у Вологодській області Росії. Адміністративний центр - село Сямжа.

## Географія
Площа району - 3900 км². Межує з Вожегодським, Верховазьким, Тотемським, Сокольським і Харовським районами області.
Основні річки - Кубена, Сямжена, Верденьга, велике озеро - Шичензьке.

## Населення
Населення - 8161 осіб (2017 рік).